# زينون ستيفانيوك
زينون ستيفانيوك (بالبولندية: Zenon Stefaniuk)‏ (8 يوليو 1930 – 10 يوليو 1985) هو ملاكم بولندي راحل، مثّل بلاده في الألعاب الأولمبية الصيفية 1956.

## روابط خارجية
زينون ستيفانيوك على موقع أوليمبيديا (الإنجليزية)
- زينون ستيفانيوك على موقع اللجنة الأولمبية البولندية (مؤرشف) (البولندية)